# Acilion et sa bande
Acilion et sa bande était une émission pour la jeunesse de la télévision française créée par Claude Pierrard et diffusée en direct sur TF1 du 3 juillet 1978 au 5 novembre 1979 pendant les vacances scolaires.

## L'émission
Elle était présentée en direct par Claude Pierrard et la marionnette Acilion, sorte de grenouille-caméléon, qui était ajoutée à l’image par des effets spéciaux. La voix d'Acilion était celle de Boris Scheigam, qui prêtait déjà sa voix à Léonard, le renard de L'Île aux enfants, et à la marionnette Sibor de l'émission Les Visiteurs du mercredi. Arriva ensuite le personnage de Turbaros, le "chef" d'Acilion, manipulé par François Guizerix, comédien et marionnettiste, qui lui prêtait sa voix, et par Isabelle Young.
Acilion et sa bande proposait dessins animés, feuilletons et séquences éducatives.

## Historique
Acilion et sa bande est la première émission pour la jeunesse à être diffusée pendant les vacances scolaires. Avant cela, l'ORTF diffusait des programmes pour enfants de façon irrégulière. Après l'éclatement de l’ORTF en 1974, la première chaîne, baptisée du nom de TF1, propose pour les jeunes téléspectateurs une émission hebdomadaire, Les Visiteurs du mercredi, qui ouvre l'âge d'or des programmes pour la jeunesse. En 1978, TF1 choisit Claude Pierrard, un des premiers animateurs des Visiteurs du mercredi, pour présenter sa propre émission. Acilion et sa Bande était née. Elle connaîtra un grand succès auprès des enfants (8 à 10 millions de téléspectateurs à chaque émission).

## Un procédé d'animation inédit en France
Acilion et sa bande a conquis les enfants par le côté ludique et inhabituel de son animation. Pourtant, en 1980, après seulement deux ans d’existence, TF1 décide de mettre un terme au programme. La raison alléguée est le procédé de l'animation trop coûteux (le brevet était détenu par les Américains auprès desquels TF1 avait passé contrat). Ce procédé alors nouveau permettait, au moyen d'effets spéciaux, de faire apparaître sur l'image à l'écran, une marionnette animée en direct superposée sur un décor indépendant. Acilion et sa bande n’étant plus reconduite, le présentateur Claude Pierrard créera alors l’émission pour la jeunesse Croque-Vacances, toujours sur TF1, dans laquelle il reprendra le concept d'Acilion et sa bande mais en utilisant des marionnettes ordinaires.

## Séries proposées

### Dessins animés
- Atomas, la fourmi atomique
- Les Aventures de Gulliver
- Les Aventures de Moby Dick
- Clue Club
- Une famille Ours au Far West (The Hillbilly Bears)
- Les Aventures de Gédéon
- Mini Mini détective
- Le Petit Prince Orphelin / Micky l'abeille
- Le Roi Léo / Le Retour de Léo

### Feuilletons
- Les Amis de Chico

### Rubriques
- Infos magazine